# 塞尔奇普
塞尔奇普（Serchhip），是印度米佐拉姆邦Serchhip县的一个城镇。总人口18185（2001年）。

## 人口
该地2001年总人口18185人，其中男性9553人，女性8632人；0—6岁人口2861人，其中男1422人，女1439人；识字率80.47%，其中男性为81.58%，女性为79.24%。